# الدی‌کارب
الدی‌کارب (به انگلیسی: Aldicarb) یک ترکیب شیمیایی با شناسه پاب‌کم ۹۵۷۰۰۷۱ است.